# Trabalho infantil
Trabalho infantil refere-se ao emprego de crianças em qualquer trabalho que priva-as da sua infância, interfere na capacidade de frequentar a escola regularmente e é considerado mental, física, social ou moralmente perigoso e prejudicial. Esta prática é considerada uma exploração por muitas organizações internacionais. A legislação em todo o mundo proíbe o trabalho infantil. Essas legislações não consideram todo o trabalho das crianças como trabalho infantil; as exceções incluem trabalho de artistas infantis, tarefas familiares, treinamento supervisionado, certas categorias de trabalho, como as de crianças Amish, algumas formas de trabalho infantil comum entre crianças de povos ameríndios e outros povos.
O trabalho infantil existiu em diferentes níveis na maior parte da história. Durante o século XIX e início do século XX, muitas crianças de 5 a 14 anos de famílias mais pobres ainda trabalhavam na Europa, nos Estados Unidos e em várias colônias de potências europeias. Essas crianças trabalhavam principalmente na agricultura, operações de montagem em casa, fábricas, mineração e serviços. Alguns trabalhavam turnos noturnos com duração de 12 horas. Com o aumento da renda familiar, a disponibilidade de escolas e a aprovação das leis contrárias ao trabalho infantil, as taxas de incidência de trabalho de crianças caíram.
Nos países em desenvolvimento, com alta pobreza e poucas oportunidades de escolaridade, o trabalho infantil ainda prevalece. Em 2010, a África subsaariana teve as maiores taxas de incidência de trabalho infantil, com várias nações africanas tendo mais de 50% das crianças de 5 a 14 anos no trabalho. A agricultura é o maior empregador mundial do trabalho infantil. A grande maioria do trabalho infantil é encontrada em contextos rurais e economia urbana informal: as crianças são predominantemente empregadas pelos pais, em vez de fábricas. A pobreza e a falta de escolas são consideradas como a principal causa do trabalho infantil.
Globalmente, a incidência do trabalho infantil diminuiu de 25% para 10% entre 1960 e 2003, de acordo com o Banco Mundial. No entanto, o número total de crianças trabalhadoras permanece alto, com a UNICEF e a OIT reconhecendo cerca de 168 milhões de crianças de 5 a 17 anos em todo o mundo estão envolvidas no trabalho infantil em 2013.

## Organização Internacional do Trabalho
A Convenção n.º 138 da Organização Internacional do Trabalho (OIT), de 1973, no artigo 2.º, item 3, fixa, como idade mínima recomendada para o trabalho em geral, a idade de 16 anos.
No caso dos países-membro considerados muito pobres, a Convenção admite que seja fixada, inicialmente, uma idade mínima de 14 anos para o trabalho.
A mesma Convenção recomenda uma idade mínima de 18 anos para os trabalhos que possam colocar, em risco, a saúde, a segurança ou a moralidade do menor, e sugere uma idade mínima de 16 anos para o trabalho que não coloque em risco o jovem por qualquer destes motivos, desde que o jovem receba instrução adequada ou treino vocacional. A Convenção admite, ainda, por exceção, o trabalho leve na faixa etária entre os 13 e os 15 anos, desde que não prejudique a saúde ou desenvolvimento do jovem, a ida deste à escola ou a sua participação numa orientação vocacional ou programas de treino, devendo, a autoridade competente, especificar as atividades permitidas e o tempo máximo de trabalho diário.
|  |  |  |

## UNICEF
Segundo o Fundo das Nações Unidas para a Infância (UNICEF), o trabalho infantil é definido como toda forma de trabalho abaixo dos 12 anos de idade, em qualquer atividade económica; qualquer trabalho entre 12 e 14 anos que seja trabalho duro; e todo o tipo de trabalho abaixo dos 18 anos enquadrado pela Organização Internacional do Trabalho nas "piores formas de trabalho infantil".
Para fins de pesquisa de campo, a UNICEF define o indicador de trabalho infantil como o percentual de crianças de 5 a 15 anos envolvido com trabalho infantil. A definição da UNICEF, para fins de pesquisa, encontra-se sob a seguinte classificação:
- Trabalho de crianças de 5 a 11 anos: trabalho executado durante a semana anterior à pesquisa por pelo menos uma hora de atividade económica ou 28 horas de empregado doméstico/trabalho doméstico naquela semana;
- Trabalho de jovens de 12 a 14 anos por pelo menos 14 horas de atividade económica ou 42 horas de atividade económica e trabalho doméstico combinados naquela semana.

## Piores formas de trabalho infantil

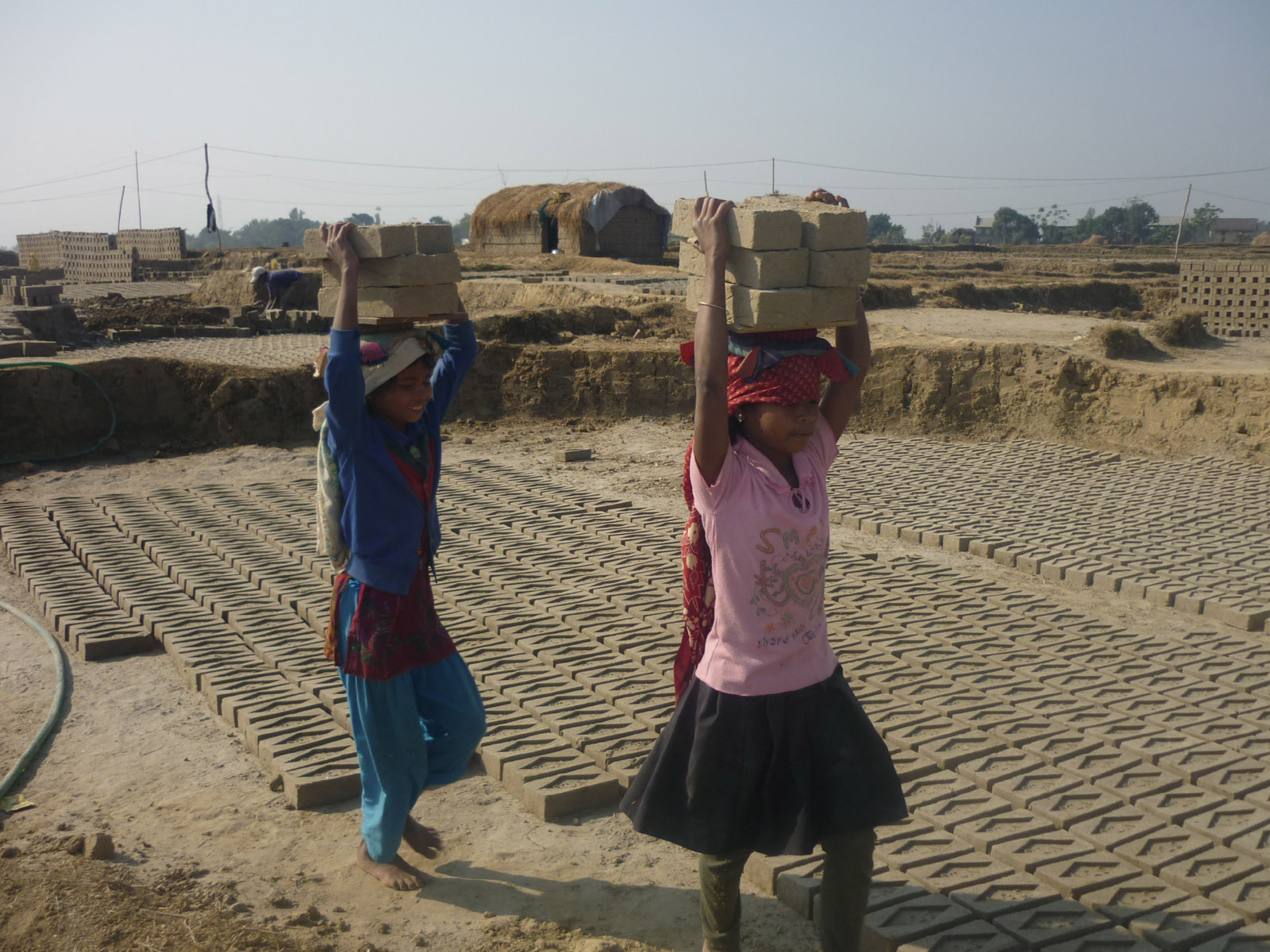
Crianças trabalhando em uma fábrica de tijolos no Nepal

Embora o trabalho infantil, como um todo, seja visto como inadequado e impróprio para os menores abaixo da idade mínima legal, as Nações Unidas consideram algumas formas de trabalho infantil como especialmente nocivas e cruéis, devendo ser combatidas com prioridade.
A Convenção n.º 182 da OIT, de 1999, aplicável neste caso a todos os menores de 18 anos, classifica, como as piores formas de trabalho infantil: o trabalho escravo ou semiescravo (em condição análoga à da escravidão); o trabalho decorrente da venda e tráfico de crianças; a escravidão por dívida; o uso de crianças ou adolescentes em conflitos armados; a prostituição e a pornografia de menores; o uso de menores para atividades ilícitas, tais como a produção e o tráfico de drogas; e o trabalho que possa prejudicar a saúde, segurança ou moralidade do menor.
No Brasil, algumas das formas especialmente nocivas de trabalho infantil são: o trabalho em canaviais, em minas de carvão, em funilarias, em cutelarias (locais onde se fabricam instrumentos de corte), na metalurgia e junto a fornos quentes, entre outros.

## Legislação sobre o trabalho infantil

### Brasil

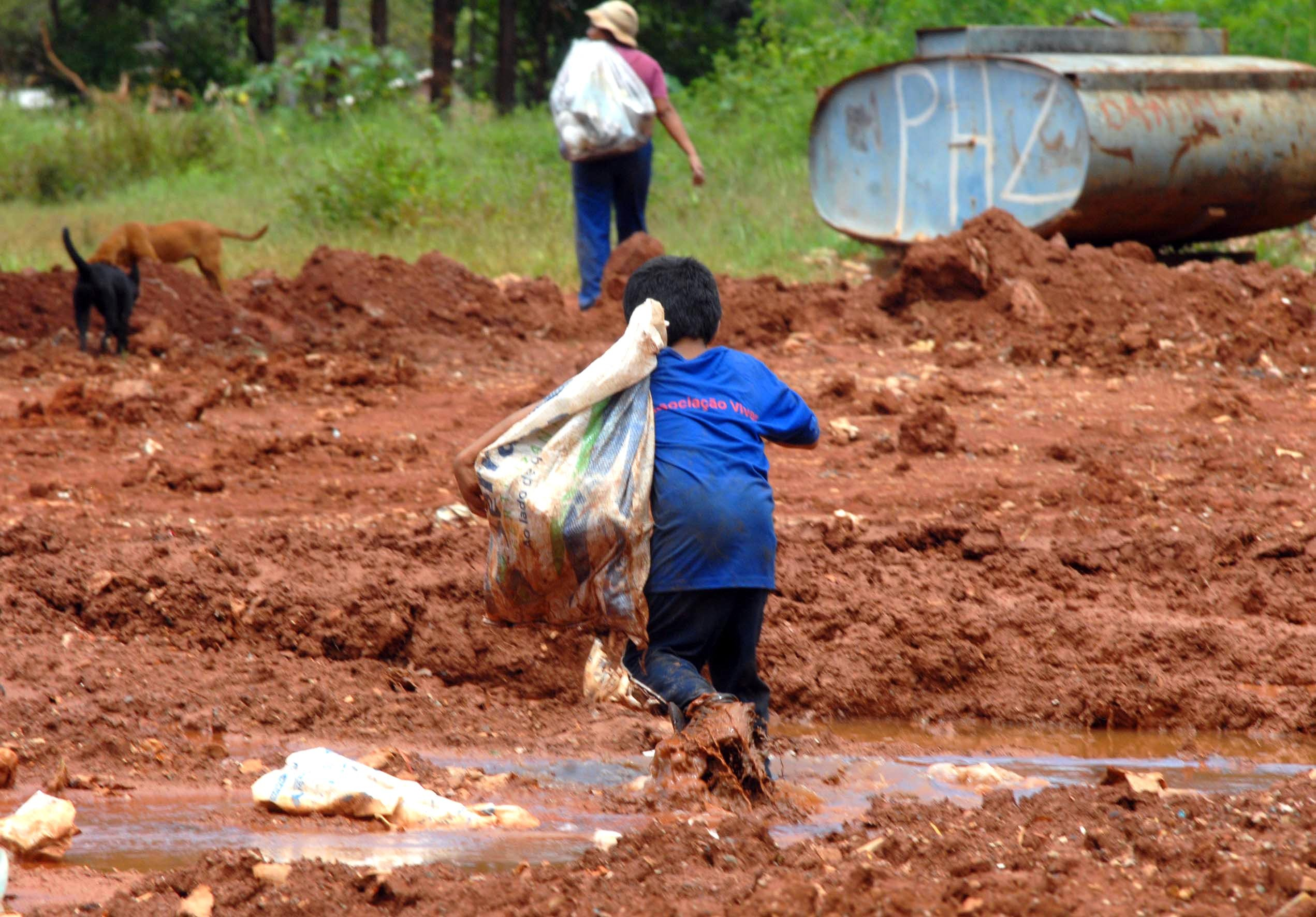
Criança saindo de lixão após coleta de recicláveis. (foto: Marcello Casal Jr./Agência Brasil)

No Brasil, a Constituição brasileira de 1988 (art. 7.º, XXXIII) admite o trabalho, em geral, a partir dos 16 anos, exceto nos casos de trabalho noturno, perigoso ou insalubre, nos quais a idade mínima se dá aos 18 anos. A Constituição admite, também, o trabalho a partir dos 14 anos (art. 227, § 3.º, I), mas somente na condição de aprendiz (art. 7.º, XXXIII).
A Consolidação das Leis do Trabalho,) em acréscimo, garante, ao trabalhador adolescente entre 14 e 18 anos, uma série de proteções especiais, detalhadas em seu Capítulo IV (artigos 402 a 441). Entre elas, a proibição do trabalho em locais prejudiciais à sua formação, ao seu desenvolvimento físico, psíquico, moral e social, e em horários e locais que não permitam a frequência à escola (artigo 403, § único). A CLT concede, também, ao trabalhador estudante menor de 18 anos, o direito de fazer coincidir suas férias com as férias escolares (artigo 136, § 2.º).
No Brasil, o trabalho infantil é considerado crime de acordo com previsão constitucional, havendo, também, outras formas mais nocivas de trabalho infantil que merecem um tratamento especial da lei. Entre estas, estão:
- Trabalho infantil escravo: Reduzir o trabalhador à condição análoga à de escravo, por meio de trabalhos forçados, jornada exaustiva ou condições degradantes de trabalho, artigo 149 do Código Penal brasileiro de 1940,[28] com a agravante de se tratar de criança ou adolescente (§ 2.º, item I). A agravante foi introduzida pela lei 10 803, de 11 de Dezembro de 2003,[29] e aumenta a pena em uma metade;
- Maus-tratos (artigo 136 do Código Penal),[30] crime aplicável a menores: Expor, a perigo, a vida ou a saúde de pessoa sob sua autoridade, guarda ou vigilância, sujeitando-a a trabalho excessivo ou inadequado. Se a pessoa for menor de 14 anos, há a agravante do § 3.º, introduzida pelo Estatuto da Criança e do Adolescente (lei 8 069/90),[31] que aumenta a pena em mais um terço;
- Exploração da prostituição de menores: A exploração da prostituição infantil, considerada pela Organização Internacional do Trabalho como uma das piores formas de trabalho infantil, é crime previsto no artigo 244-A[31] do Estatuto da Criança e do Adolescente;
- Pornografia de menores: Crime previsto nos artigos 260 e 241 do Estatuto da Criança e do Adolescente;[32]
- Venda ou tráfico de menores: Constitui crime previsto no artigo 239 do Estatuto da Criança e do Adolescente;[33]

### Portugal
Em Portugal, o trabalho infantil é considerado uma grave ofensa à integridade de uma criança e punido severamente, com prisão e multas altíssimas. O artigo 152 do Código Penal Português define os casos específicos em que atualmente o trabalho infantil é crime — maus-tratos a menores implicando em trabalho em atividades perigosas, desumanas ou proibidas (item 2), ou trabalho excessivo (item 3).

## Dados da Pesquisa Nacional por Amostra de Domicílios
Os dados da Pesquisa Nacional por Amostra de Domicílios (PNAD) 2005 divulgada pelo Instituto Brasileiro de Geografia e Estatística revelam que o avanço da ocupação infantil foi influenciado pelo aumento do trabalho para o próprio consumo e pelo trabalho não remunerado na atividade agrícola.
No meio agrícola, este fato aumenta principalmente devido a fatores como dificuldades financeiras geralmente geradas pela seca, obrigando os menores a trabalhar em diversas frentes de trabalho (hortas, pedreiras, comércio) em busca de melhorar a renda familiar.
Segundo a pesquisa, na faixa dos 5 a 17 anos de idade, o contingente dos que trabalhavam passou de 11,8% em 2004 para 12,2% em 2005, muito embora esses dados não alterem a tendência de declínio que vem sendo registrada de 1995 a 2005.
Mais de 5 milhões de jovens entre 5 e 17 anos de idade trabalham no Brasil, segundo pesquisa recente do Instituto Brasileiro de Geografia e Estatística, apesar de a lei estabelecer 16 anos como a idade mínima para o ingresso no mercado de trabalho.
Na última década, o Governo do Brasil ratificou convenções internacionais sobre o assunto e o combate ao trabalho infantil se tornou prioridade na agenda nacional.[carece de fontes?]
Foram criados órgãos, alteradas leis e implantados programas de geração de renda para as famílias, jornada escolar ampliada e bolsas para estudantes, numa tentativa de dar melhores condições para que essas crianças não tivessem que sair de casa tão cedo para ajudar no sustento da família.
Tanto esforço vem dando resultado. O número de jovens trabalhando diminuiu de mais de 8 milhões em 1992 para os cerca de 5 milhões hoje.[carece de fontes?] Mas especialistas afirmam:[carece de fontes?] o momento de inércia ainda não foi vencido e, se o trabalho que está sendo feito for suspenso agora, vai ser como se nada tivesse acontecido.